# Zitilites
Zitilites er fjerde studiealbum fra den danske rockgruppe Kashmir, og blev udgivet i 2003. Titlen på albummet skal læses og forstås som det engelske ord City-lights.
De tre første numre i rækkefølgen, samt nummeret "Melpomene" er blevet udgivet som singler.

## Spor
| Zitilites | Zitilites                   | Zitilites | Zitilites | Zitilites | Zitilites | Zitilites | Zitilites | Zitilites | Zitilites |
| #         | Titel                       | Længde    |           |           |           |           |           |           |           |
| --------- | --------------------------- | --------- | --------- | --------- | --------- | --------- | --------- | --------- | --------- |
| 1.        | "Rocket Brothers"           | 5:26      |           |           |           |           |           |           |           |
| 2.        | "Surfing the Warm Industry" | 4:26      |           |           |           |           |           |           |           |
| 3.        | "The Aftermath"             | 4:22      |           |           |           |           |           |           |           |
| 4.        | "Ruby Over Diamond"         | 3:09      |           |           |           |           |           |           |           |
| 5.        | "Melpomene"                 | 4:39      |           |           |           |           |           |           |           |
| 6.        | "The Push"                  | 4:46      |           |           |           |           |           |           |           |
| 7.        | "Ramparts"                  | 4:06      |           |           |           |           |           |           |           |
| 8.        | "Petite Machine"            | 4:44      |           |           |           |           |           |           |           |
| 9.        | "The New Gold"              | 3:40      |           |           |           |           |           |           |           |
| 10.       | "Big Fresh"                 | 5:11      |           |           |           |           |           |           |           |
| 11.       | "In the Sand"               | 3:13      |           |           |           |           |           |           |           |
| 12.       | "Small Poem of Old Friend"  | 6:04      |           |           |           |           |           |           |           |
| 13.       | "Zitilites"                 | 4:01      |           |           |           |           |           |           |           |
| 14.       | "Bodmin Pill"               | 3:59      |           |           |           |           |           |           |           |
| 61:52     |                             |           |           |           |           |           |           |           |           |

### Petite Machine
En EP med titlen Petite Machine udkom digitalt i USA den 29. september 2009. Det er Kashmirs første udgivelse i USA.
| #  | Titel                       | Længde |
| -- | --------------------------- | ------ |
| 1. | "Rocket Brothers"           | 5:26   |
| 2. | "Ruby Over Diamond"         | 3:09   |
| 3. | "Melpomene"                 | 4:39   |
| 4. | "Surfing the Warm Industry" | 4:26   |
| 5. | "Petite Machine"            | 4:44   |
| 6. | "The Aftermath" (Live)      | 5:33   |

## Hitliste- og salgsplacering
| Hitliste (2003) | Højeste placering | Certificering |
| --------------- | ----------------- | ------------- |
| Danmark         | 1                 | 2× Platin     |